# 便利屋
便利屋（べんりや）は、万屋（よろずや）、なんでも屋などともよばれ、様々な雑事の代行業務を行うサービス業者。または、そのような役割の俗称。法律及び行政で規定された公的資格はないが、実施する業務内容によっては電気工事士や消防設備士などの公的資格あるいは建設業や探偵業などの事業許可を必要とするものもある。

## 概要
特定の専門業種ではなく、よろず請負的に、さまざまな雑事を受けることを広告している場合が多い。一般的には、専門的な知識や訓練が不要なものが対象となることが多いが、業者の増加により、何かしらの専門性を訴求しているケースもある。
なお、便利屋の技能を認定すると謳う民間資格も存在するが、教材ビジネスとしての側面が強く公的な資格ではないため独占権や行政への効力は無い。
以下は一例であり各企業によって事業内容は異なる。
- 家庭内の掃除
- 障子・襖・網戸の張り替え
- 家具の移動
- ベランダの改修
- 雨樋の修理
- 塗装工事
- 遺品整理
- 庭木の剪定
- 生垣の刈り込み
- 植木の消毒
- 花壇作り
- 除草
- 特殊清掃
- 落葉拾い
- 刃物研ぎ
- 留守番
- 犬の散歩
- ハチの駆除
- 倉庫の整理
- ワープロ・パソコンによる原稿作成・編集・文書校正
- 買い物の代行
- 冠婚葬祭や行事やイベントなどで用事で来られない人の代行サービス
- 食事の手伝い
- チラシ配布の手伝い
- 除雪・雪下ろし[1][2]
- 各種代行サービス
- 害虫駆除
- 盗聴器調査
- 家具の組み立て

## 便利屋を題材とした作品
Category:便利屋を題材とした作品を参照。
- 代行業界
  - 『俺たちの旅』1975年から1976年のテレビドラマ
  - 『アラカルト・カンパニー』1987年の日本映画
  - 『たぶらかし』小説及びテレビドラマ
  - 『家族、貸します 〜ファミリー・コンプレックス〜』(2012年のテレビドラマ)
  - 『私は代行屋!事件推理請負人』2012年から2020年のテレビドラマシリーズ
  - 『I want cheer you up LTD』(2012年 日本の会社のドキュメンタリー映画監督：カスパー・アスルップ・シュレーデル)
  - 『ファミリー・ロマンス・LLC』(2019年監督：ヴェルナー・ヘルツォークが監督した実在の会社を元にしたフィクション映画)
  - 『やりすぎ!ピンポン代行社』2016年のバラエティ番組